# Hercules Deusoniensis

Münzbild des Hercules Deusoniensis

Hercules Deusoniensis ist der Name eines germanischen Gottes, der nur durch römische Münzprägungen des Kaisers Postumus aus der Zeit von 260 bis 268 überliefert ist. Dieser Hercules wird als eine lokale Erscheinung des Donar bzw. Thor gedeutet.

## Überlieferung
Darstellungen des Gottes mit seinem Namen finden sich auf zahlreichen Münzemissionen des Postumus, geprägt in den Münzstätten des gallischen Sonderreiches in Köln und Lyon, von unterschiedlichen Werten, insbesondere Antoniniane. Die bildliche Darstellung entspricht auf den meisten Prägungen dem klassischen Motiv des Herakles/Hercules als ein mit einer Keule bewaffneter und ein Löwenfell tragender nackter athletisch-muskulös ausgebildeter Mann mit den variierenden Attributen Keule, Pfeil und Bogen. Bei einem Münztyp wird die Gottheit in einer viersäuligen Aedicula, die wahrscheinlich einen Tempel meint, stehend mit Keule und Löwenfell gezeigt. Ferner gibt es eine Prägung, die die Schulterbüste des Hercules mit Löwenfell und Keule zeigt sowie mehrere Prägungen, die den Kopf des Gottes mit Lorbeerkranz darstellen. Die Münzlegenden variieren: HER DEVSONIENS, HERC DEVSENIENSI, HERC DEVSONIENSI und bei einigen Münztypen die Vollform HERCULI DEVSONIENSI.

## Beiname und Deutung
In der Forschung wurde durch Maurits Gysseling und B. H. Stolte vertreten, dass der Beiname Deusoniensis eine Ableitung von einem Toponym, einem Ortsnamen Deuso, Deusone ist. Gysseling verband ausgehend von der spezifischen Hercules-Verehrung in der Germania inferior/Secunda  Deusone als Zentrum eines regionalen Kults des Hercules Deusoniensis aus. In der historischen Überlieferung der Spätantike beziehungsweise der Völkerwanderungszeit wird dieser Ortsname im Chronicon des Hieronymus in Verbindung mit einer Schlacht im Jahr 373 und der Niederlage eines Heeres der Sachsen im Siedlungsgebiet der Franken genannt. 

„Saxones caesi Deusone in regione Francorum“

 Von den aufgrund der geringen historischen Überlieferung erfolgten zahlreichen Versuchen einer Lokalisierung werden heute nur noch zwei Orte in den Niederlanden als ernsthafte Möglichkeiten diskutiert: Doesburg in Gelderland und Dissen bei Tilburg in Noord-Brabant. Dissen geben B. H. Stolte und Heinrich Tiefenbach den Vorzug. Scheungraber und Grünzweig weisen auf den Umstand hin, dass Deuso- als Personenname lediglich zweimal in der Provinz Noricum belegt ist und als Glied in den Postumus-Münzen.

Die Motive des Postumus, der zum Teil in Köln residierte, und die Umstände, den einheimischen germanischen Hercules zu ehren beziehungsweise zu verehren, sind nicht bekannt. Zahlreiche Forscher, darunter auch Reinhard Wenskus, vermuten, dass die enge Beziehung zwischen Postumus und dem „Herkules von Deuso“ dadurch begründbar sei, dass er in Deuso zum Gegenkaiser ausgerufen wurde. Christoph Reichmann vermutet, dass die starken Kontingente germanischer Hilfstruppen, die seine politische Macht stützten, einen Einfluss gehabt haben könnten. Weiter deutet Reichmann einen Podiumstempel, der in Elfrath gefunden wurde, als einen lokalen seit dem 1. Jahrhundert genutzten Kultort, der unter Postumus zu einem dem Hercules Deusoniensis geweihten Kultbezirk mit einer regionalen zentralen Bedeutung ausgebaut wurde. Reichmann emmendiert – in der Forschung reserviert aufgenommen – ein vor Ort gefundenes Inschriftenfragment eines mutmaßlichen Votivsteins (Seitenstück mit Ansatz im oberen Bereich von Gesims einer Volute und eines Giebels) als:

„(Her · De)us / (oniens)i /[ ... ]o / [ ... ]s“

In der bildlichen Darstellung des Hercules auf den Münzen sieht der Historiker Reinhard Wenskus den Beleg oder Hinweis dafür, dass dieser Hercules ein germanischer sei, also Donar bzw. Thor, weil explizite Abweichungen zum klassischen Darstellung des mediterranen Hercules erkennbar seien. Auf diesen Münzen sei demzufolge Hercules entgegengesetzt zum typischen Bild statt mit einem Löwenfell mit einem Bärenfell bekleidet gezeigt.  Wenskus weist auf die parallele spätere nordische literarische Überlieferung hin, in der Thor den Beinamen Björn = der Bär trägt.